# Episodi di Magi: The Labyrinth of Magic
Questa è la lista degli episodi della serie anime ispirata a Magi: The Labyrinth of Magic, manga di Shinobu Ōtaka.

## Magi: The Labyrinth of Magic
| Notte                     | Titolo italiano (traduzione letterale) Giapponese 「Kanji」 - Rōmaji                    | In onda          | In onda |
| Notte                     | Titolo italiano (traduzione letterale) Giapponese 「Kanji」 - Rōmaji                    | Giapponese       |         |
| Dungeon arc (3 episodi)   |                                                                                         |                  |         |
| 1                         | Aladino e Alì Babà 「アラジンとアリババ」 - Arajin to Aribaba                           | 7 ottobre 2012   |         |
| 2                         | Nel cuore del dungeon 「迷宮組曲」 - Danjon kumikyoku                                   | 14 ottobre 2012  |         |
| 3                         | I maghi che hanno creato il mondo 「創世の魔法使い」 - Sōsei no mahōtsukai              | 21 ottobre 2012  |         |
| Koga arc (2 episodi)      |                                                                                         |                  |         |
| 4                         | Le genti delle pianure 「草原の民」 - Sōgen no tami                                     | 28 ottobre 2012  |         |
| 5                         | La conquistatrice del dungeon 「迷宮攻略者」 - Danjon kōryakusha                        | 4 novembre 2012  |         |
| Morgiana arc (1 episodio) |                                                                                         |                  |         |
| 6                         | Fanalis, la tribù guerriera 「戦闘民族ファナリス」 - Sentō minzoku Fanarisu             | 11 novembre 2012 |         |
| Balbad arc (11 episodi)   |                                                                                         |                  |         |
| 7                         | Il suo nome è Sinbad 「その名はシンドバッド」 - Sono na wa Shindobaddo                  | 18 novembre 2012 |         |
| 8                         | Una promessa infranta 「守れない約束」 - Mamorenai yakusoku                             | 25 novembre 2012 |         |
| 9                         | I doveri di un principe 「王子の責任」 - Ōji no Sekinin                                 | 2 dicembre 2012  |         |
| 10                        | Il suo nome è Judal 「その名はジュダル」 - Sono na wa Judaru                            | 9 dicembre 2012  |         |
| 11                        | Una nuova visitatrice 「新たなる来訪者」 - Arata naru raihōsha                          | 16 dicembre 2012 |         |
| 12                        | Determinazione e separazione 「決意と決別」 - Ketsui to ketsubetsu                      | 23 dicembre 2012 |         |
| 13                        | Il principe della ribellione 「反逆の王子」 - Hangyaku no ōji                           | 6 gennaio 2013   |         |
| 14                        | La risposta di Alì Babà 「アリババの答え」 - Aribaba no kotae                           | 13 gennaio 2013  |         |
| 15                        | La risposta di Kassim 「カシムの答え」 - Kashimu no kotae                               | 20 gennaio 2013  |         |
| 16                        | La saggezza di Salomone 「ソロモンの知恵」 - Soromon no chie                            | 27 gennaio 2013  |         |
| 17                        | Sorriso 「笑顔」 - Egao                                                                 | 3 febbraio 2013  |         |
| Sindria arc (2 episodi)   |                                                                                         |                  |         |
| 18                        | Il reame di Sindria 「シンドリア王国」 - Shindoria ōkoku                                | 10 febbraio 2013 |         |
| 19                        | Il nome del sospettato è Sinbad 「ホシの名はシンドバッド」 - Hoshi no na wa Shindobaddo | 17 febbraio 2013 |         |
| Zagan arc (6 episodi)     |                                                                                         |                  |         |
| 20                        | I due principi 「王子と皇子」 - Ōji to ōji                                              | 24 febbraio 2013 |         |
| 21                        | Il dungeon di Zagan 「迷宮ザガン」 - Meikyū Zagan                                       | 3 marzo 2013     |         |
| 22                        | Il famiglio delle fiamme 「炎の眷属」 - Honō no kenzoku                                 | 10 marzo 2013    |         |
| 23                        | Grido di battaglia 「鬨の声」 - Toki no koe                                             | 17 marzo 2013    |         |
| 24                        | Corruzione 「堕転」 - Daten                                                             | 24 marzo 2013    |         |
| 25                        | Alì Babà e Aladino 「アリババとアラジン」 - Aribaba to Arajin                           | 31 marzo 2013    |         |

## Magi: The Kingdom of Magic
| Notte                             | Titolo italiano (traduzione letterale) Giapponese 「Kanji」 - Rōmaji | In onda          | In onda |
| Notte                             | Titolo italiano (traduzione letterale) Giapponese 「Kanji」 - Rōmaji | Giapponese       |         |
| Sindria arc #2 (2 episodi)        |                                                                      |                  |         |
| 1                                 | Premonizione di un viaggio 「旅立ちの予感」 - Tabidachi no yokan     | 6 ottobre 2013   |         |
| 2                                 | Partenza 「旅立ち」 - Tabidachi                                      | 13 ottobre 2013  |         |
| Pirates arc (4 episodi)           |                                                                      |                  |         |
| 3                                 | Vele spiegate 「出航」 - Shukkō                                      | 20 ottobre 2013  |         |
| 4                                 | Pirati 「海賊」 - Kaizoku                                            | 27 ottobre 2013  |         |
| 5                                 | Madre 「母」 - Haha                                                  | 3 novembre 2013  |         |
| 6                                 | Una persona gentile 「優しい人」 - Yasashii hito                     | 10 novembre 2013 |         |
| World exploration arc (6 episodi) |                                                                      |                  |         |
| 7                                 | Ecco Kouha Ren 「練紅覇登場」 - Ren Kōha tōjō                        | 17 novembre 2013 |         |
| 8                                 | I giorni dell'addestramento 「特訓の日々」 - Tokkun no hibi          | 24 novembre 2013 |         |
| 9                                 | L'impero di Reim 「レーム帝国」 - Rēmu teikoku                       | 1º dicembre 2013 |         |
| 10                                | La grande sacerdotessa 「最高司祭」 - Saikō shisai                   | 8 dicembre 2013  |         |
| 11                                | La grande fenditura 「大峡谷」 - Dai kyōkoku                         | 15 dicembre 2013 |         |
| 12                                | Un nuovo imperatore 「新たなる皇帝」 - Aratanaru kōtei               | 22 dicembre 2013 |         |
| Magnostadt arc (13 episodi)       |                                                                      |                  |         |
| 13                                | Titus Alexius 「ティトス・アレキウス」 - Titosu Arekiusu             | 5 gennaio 2014   |         |
| 14                                | I cittadini nascosti 「隠された民」 - Kakusare ta min                | 12 gennaio 2014  |         |
| 15                                | La nazione dei maghi 「魔導士の国」 - Madōshi no kuni                | 19 gennaio 2014  |         |
| 16                                | Il tempo che resta da vivere 「残された命」 - Nokosareta inochi      | 26 gennaio 2014  |         |
| 17                                | Dichiarazione di guerra 「宣戦布告」 - Sensen fukoku                 | 26 gennaio 2014  |         |
| 18                                | L'attacco di Reim 「レームの脅威」 - Rēmu no kyōi                    | 2 febbraio 2014  |         |
| 19                                | Un vero Magi 「本物のマギ」 - Honmono no Magi                        | 9 febbraio 2014  |         |
| 20                                | Riunione 「再会」 - Saikai                                           | 23 febbraio 2014 |         |
| 21                                | I candidati re 「王の器」 - Ō no utsuwa                              | 2 marzo 2014     |         |
| 22                                | Ciò che vuoi proteggere 「守りたいもの」 - Mamoritai mono            | 9 marzo 2014     |         |
| 23                                | I guerrieri genieschi 「魔装戦士たち」 - Masō senshi-tachi           | 16 marzo 2014    |         |
| 24                                | Tempo di distruzione 「滅亡の時」 - Metsubō no toki                  | 23 marzo 2014    |         |
| 25                                | Bentornato a casa 「おかえりなさい」 - Okaerinasai                   | 30 marzo 2014    |         |